# Harmonic Drive

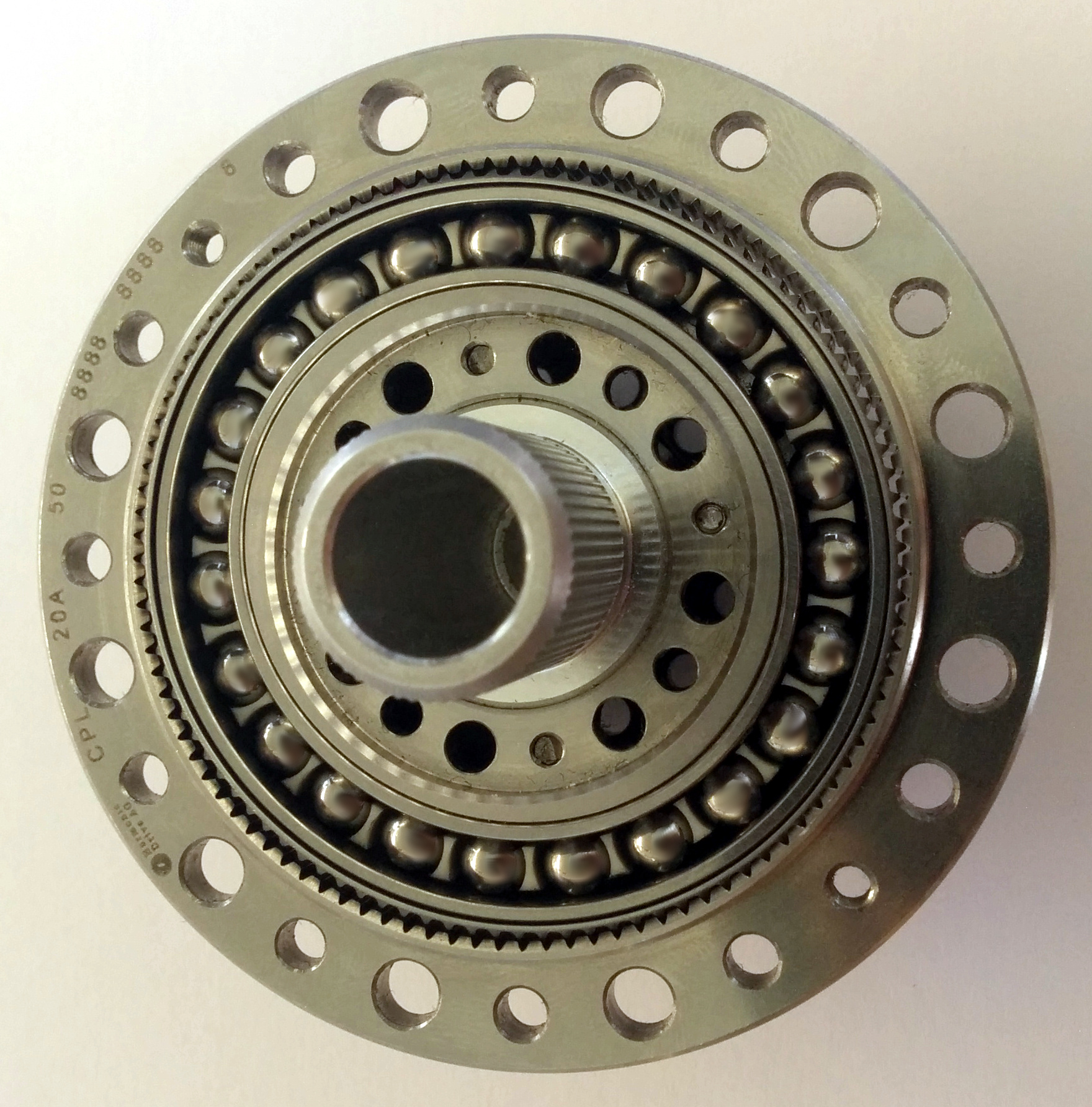
Geöffnetes Spannungswellengetriebe: Der elastische äußere Lagerring des Kugellagers und die darüberliegende, sehr dünne, außenverzahnte elastische Hülse werden von der elliptischen Innenscheibe verformt. Es stehen darum nur die Zähne oben links und unten rechts im Eingriff mit der Innenverzahnung des Außenrings.

Ein Harmonic Drive (auch Spannungswellengetriebe, Wellgetriebe, harmonic reducer, Gleitkeilgetriebe oder nach der englischen Bezeichnung strain wave gear, SWG) ist ein Getriebe mit einem elastischen Übertragungselement, das sich durch hohe Übersetzung und Steifigkeit auszeichnet. Das erste Spannungswellengetriebe wurde 1955 von Clarence Walton Musser entwickelt. Die ersten Wellgetriebe in Serienproduktion stellte die Harmonic Drive SE unter dem Produktnamen bzw. der eingetragenen Marke Harmonic Drive her. Aus der Harmonic Drive SE wurde die OVALO GmbH, auch mit Sitz in Limburg, gegründet, welche ebenfalls Getriebe nach diesem Prinzip herstellen – zertifiziert nach IATF 16949.

## Aufbau

Schnitt durch ein Spannungswellengetriebe:
1. Antriebswelle, 2. elliptische Scheibe mit elliptisch verformbarem Spezialkugellager, 3. Flexspline, 4. Außenring mit Innenverzahnung, 5. Abtriebswelle, 6. Gehäuse

Der innenverzahnte steife blaue Ring ist mit dem Gehäuse fest verbunden. Die rote außenverzahnte flexible Hülse rotiert langsam nach links und ist mit der Abtriebswelle des Getriebes verbunden. (Ein gegebenenfalls vorhandenes Wälzlager am äußeren Umfang der elliptischen grünen Scheibe ist hier nicht dargestellt.)

Ein Spannungswellengetriebe besteht aus drei Elementen:
- Der sogenannte Wave Generator: Eine elliptische Stahlscheibe mit aufgeschrumpftem speziellem Wälzlager, dessen dünne Laufringe ebenfalls verformbar sind, dient als Antrieb des Getriebes.  Auf den schematischen Zeichnungen rechts ist sie grün gekennzeichnet.
- Eine verformbare zylindrische Stahlbüchse mit Außenverzahnung, der sogenannte Flexspline. Die Stahlbüchse dient als Abtrieb des Gewindes. Rechts ist sie rot gekennzeichnet.
- Ein starrer zylindrischer Außenring mit Innenverzahnung, dem Circular Spline. Am unteren und oberen Rand greifen seine Zähne und die des Flexspline ineinander. Rechts ist er blau gezeichnet.

Die Außenverzahnung der Stahlbüchse hat weniger Zähne als die Innenverzahnung des Außenrings. Häufig beträgt diese Differenz zwei Zähne. Somit vollführen Flexspline und Circular Spline bei jeder Umdrehung eine Relativbewegung um zwei Zähne.

## Funktionsweise
Die angetriebene elliptische Scheibe verformt die dünnwandige Stahlbüchse über den ebenfalls verformten Außenring des Kugellagers. Dadurch greift die Außenverzahnung der Stahlbüchse im Bereich der großen Ellipsenachse in die Innenverzahnung des Außenrings. Hält man den Außenring fest, bleibt bei einer Umdrehung der Antriebsscheibe die Stahlbüchse (der Abtrieb) entsprechend der geringeren Zahl der Zähne gegenüber dem Außenring zurück. Das heißt, der Abtrieb dreht sich entgegengesetzt zum Antrieb und wesentlich langsamer als dieser. Durch die hohen Zähnezahlen der feinen Verzahnungen erhält man sehr große Untersetzungen. Beispielsweise beträgt die Untersetzung bei zi = 200 Zähnen für die Innenverzahnung und za = 198 für die Stahlbüchse 198:2 = 99, wenn die elliptische Scheibe als Antrieb und die Stahlbüchse als Abtrieb festgelegt sind. Bei 99 Umdrehungen der elliptischen Scheibe dreht sich die verformbare Stahlbüchse einmal. Ca. 30 % der Zähne beteiligen sich an der Kraftübertragung. Zusammen mit dem hohen Untersetzungsverhältnis von 30:1 bis zu 320:1 ist das Wellgetriebe torsionssteif und nach Herstellerangabe langfristig spielfrei. Je nach Ausführung ist die Positioniergenauigkeit besser als 30 Winkelsekunden. Das Getriebe ist kompakt und wartungsfrei.

## Anwendung
Das Mondauto des Apollo-Raumfahrtprogramms wurde von je einem 180-W-Elektromotor pro Rad angetrieben, der mit diesem über ein mit 80:1 untersetztem Spannungswellengetriebe verbunden war.
Wellgetriebe werden für Achsantriebe bei Robotern, Antriebe in Flugsimulatoren, die Nachführung von großen Parabolantennen, in Kraftfahrzeugen (Dynamiklenkung, aktive Fahrwerke, aktive Sitzverstellung), in Werkzeugmaschinen und in Antrieben von Druckmaschinen eingesetzt.
Das Spannungswellengetriebe wird verstärkt in Servomotoren eingesetzt.
Ein weiteres spielfreies Getriebe zur Übertragung von großen Drehmomenten ist das Zykloidgetriebe (z. B. von Nabtesco, Mutterfirma der Ovalo GmbH). Das Zykloidgetriebe hat einen höheren Wirkungsgrad als das Wellgetriebe (95 Prozent gegenüber 85 Prozent), ist aber aufwendiger in der Fertigung.